# Union, Alabama
Union är en kommun (town) i Greene County i Alabama. Vid 2020 års folkräkning hade Union 180 invånare.